# Campeonato Carioca de Futebol de 1934 (AMEA)
O Campeonato Carioca de Futebol de 1934 organizado pela Associação Metropolitana de Esportes Athleticos (AMEA) foi vencido pelo Botafogo, com o Andarahy ficando com o vice-campeonato.
O campeonato iniciou-se com a participação de dez clubes: Botafogo, Mavílis, Andarahy, Olaria, Portuguesa, Confiança, SC Brasil, Cocotá, Engenho de Dentro e River. Desentendimentos dos clubes com a AMEA levaram Confiança, SC Brasil, Cocotá, Engenho de Dentro e River a abandonar a competição já em andamento.
Sendo assim, o campeonato da AMEA teve o número de participantes drasticamente reduzido e passou a contar com apenas cinco clubes, em comparação aos dez participantes do ano anterior, devido a essa desistências. Esse foi o último Campeonato Carioca organizado pela AMEA, que foi incorporada a Federação Metropolitana de Desportos (FMD) fundada em 11 de dezembro de 1934.
Como o Andarahy e a Portuguesa atuaram mais vezes, foram considerados os pontos perdidos (PP) para indicar o campeão. Os jogos dos clubes que saíram da disputa contra os que continuaram não foram anulados.
O Botafogo conquistou a Taça AMEA da Associação Metropolitana de Esportes Athleticos (honorífica), que a instituiu em 1924 e premiava o clube que se sagrasse tricampeão carioca de futebol – honra que coube ao Botafogo Football Club.

## Classificação
| Classificação | Classificação | Classificação | Classificação | Classificação | Classificação | Classificação | Classificação | Classificação | Classificação |
| Pos           | Time          | PG            | J             | V             | E             | D             | GP            | GS            | SG            |
| ------------- | ------------- | ------------- | ------------- | ------------- | ------------- | ------------- | ------------- | ------------- | ------------- |
| 1             | Botafogo      | 13            | 8             | 6             | 1             | 1             | 21            | 10            | +11           |
| 2             | Mavílis       | 9             | 8             | 4             | 1             | 3             | 24            | 21            | +3            |
| 2             | Andarahy      | 9             | 8             | 3             | 3             | 2             | 17            | 14            | +3            |
| 4             | Olaria        | 7             | 8             | 3             | 1             | 4             | 10            | 13            | -3            |
| 5             | Portuguesa    | 2             | 8             | 1             | 0             | 7             | 8             | 22            | -14           |

## Classificação final por pontos perdidos
| Classificação | Classificação | Classificação | Classificação | Classificação | Classificação | Classificação | Classificação | Classificação | Classificação |
| Pos           | Time          | PP            | J             | V             | E             | D             | GP            | GS            | SG            |
| ------------- | ------------- | ------------- | ------------- | ------------- | ------------- | ------------- | ------------- | ------------- | ------------- |
| 1             | Botafogo      | 6             | 11            | 7             | 2             | 2             | 31            | 17            | +14           |
| 2             | Andarahy      | 7             | 12            | 7             | 3             | 2             | 32            | 18            | +14           |
| 3             | Olaria        | 9             | 11            | 6             | 1             | 4             | 23            | 18            | +5            |
| 3             | Mavílis       | 9             | 11            | 6             | 1             | 4             | 29            | 26            | +3            |
| 5             | Portuguesa    | 2             | 12            | 1             | 1             | 10            | 15            | 35            | -20           |

## Premiação
| Campeonato Carioca de 1934 (AMEA) |
| Rio de Janeiro                    |
| --------------------------------- |
| BOTAFOGO Campeão (7º título)      |

## Jogos do campeão
22/04/34   Botafogo 4-2 Mavilis (General Severiano)
03/06/34   Botafogo 3-2 Olaria (General Severiano)
10/06/34   Botafogo 6-0 Portuguesa (General Severiano)
01/07/34   Andarahy 2-2 Botafogo (Barão de São Francisco)
22/07/34   Mavilis 2-0 Botafogo (Retiro Saudoso)
26/08/34   Olaria 0-2 Botafogo (Cândido Silva)
11/11/34   Portuguesa 1-2 Botafogo (Moraes e Silva)
02/12/34   Botafogo 2-1 Andarahy (General Severiano)